# Lissomphalia
Lissomphalia là một chi ốc biển, là động vật thân mềm chân bụng sống ở biển trong họ Skeneidae.

## Các loài
Các loài trong chi Lissomphalia gồm có:
- Lissomphalia bithynoides (Monterosato, 1880)[2]